# Koshantschikovius crassigena
Koshantschikovius crassigena är en skalbaggsart som beskrevs av Bordat 2009. Koshantschikovius crassigena ingår i släktet Koshantschikovius och familjen Aphodiidae. Inga underarter finns listade i Catalogue of Life.